# スカシジャノメ族
スカシジャノメ族（学名：Haeterini）はジャノメチョウ亜科の族のひとつ。透明な翅をもつ種が含まれることで有名な分類群である。

## 分布
新熱帯区にのみ分布し、熱帯雨林に生息する。

## 分類
ジャノメチョウ亜科にかんする近年の分子系統学的研究は、従来認めらていた下位分類群の多くが多系統群や側系統群であることを示しており、ジャノメチョウ亜科の分類は流動的になっている。一方で、本族の単系統性は分子系統学的研究からも確実視されている。
本族は五つの属を含む。種数にかんしては議論があるが、すくなくとも20以上の種を含む。以下に Wahlberg (2019) による本族の属までの下位分類を示す。和名は 相樂, 森 & 福崎 (2016) および Shiraiwa (1996-2021) を参照した。
スカシジャノメ族 Haeterini Herrich-Schäffer, 1862
- ベニスカシジャノメ属 Cithaerias Hübner 1819
- ヘリグロスカシジャノメ属 Dulcedo d'Almeida 1951
- ベニモンスカシジャノメ属 Haetera Fabricius 1807
- ハカマジャノメ属 Pierella Westwood, 1851
- スカシジャノメモドキ属 Pseudohaetera Brown 1942

## 形態

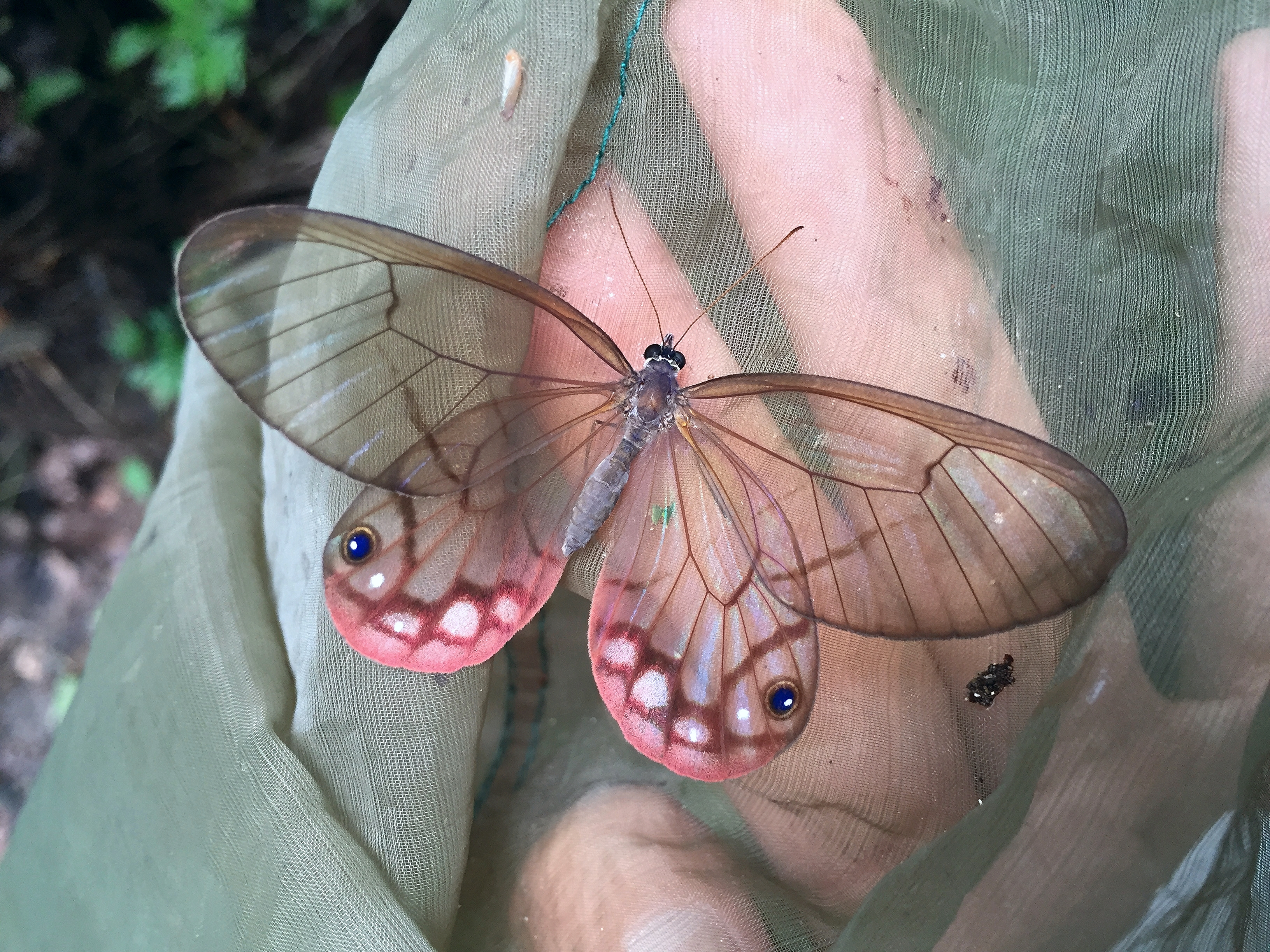
ベニスカシジャノメ 亜種 aurorina
♀, エクアドル

本族の成虫は次のような形態的特徴を有する。触角は基部の数節のみが鱗粉に覆われる。タテハチョウ科は前脚が退化する傾向をもつが、本族の前脚はタテハチョウ科のなかでは比較的よく発達する。中脚脛節の背側には棘が多いが、一方で、脛節先端の tibial spur を欠く。前翅の翅脈にかんしては、Sc脈が膨らむほか、痕跡的な3A脈が存在する。翅形は全体的に細長く、後翅中室は先端部が丸みを帯びる傾向がある。
本族に属する多くの種において、翅の鱗粉は著しく退化して刺毛状になっており、その結果、本族の多くの種が透明ないし半透明の翅を有している。この目立つ特徴によってしばしば人の興味を引くため、本族はジャノメチョウ亜科のなかでも有名なグループとなっている。透明な翅は本族に属する5属中4属で見られるが、例外的にハカマジャノメ属の翅の鱗粉はあまり退化しておらず、不透明な翅を有する。透明な翅をもつ4属では、ヘリグロスカシジャノメ属を除き、後翅に色のついた部位をもつ。ハカマジャノメ属の翅は褐色だが、後翅に明るい色の部位をもつ種が多い。透明な翅をもつ4属とハカマジャノメ属は後翅の眼状紋の分布パターンも異なり、前者では後翅眼状紋がM1脈より下に位置するが、ハカマジャノメ属においてはRs脈付近に眼状紋を有する種も知られる。

## 生態

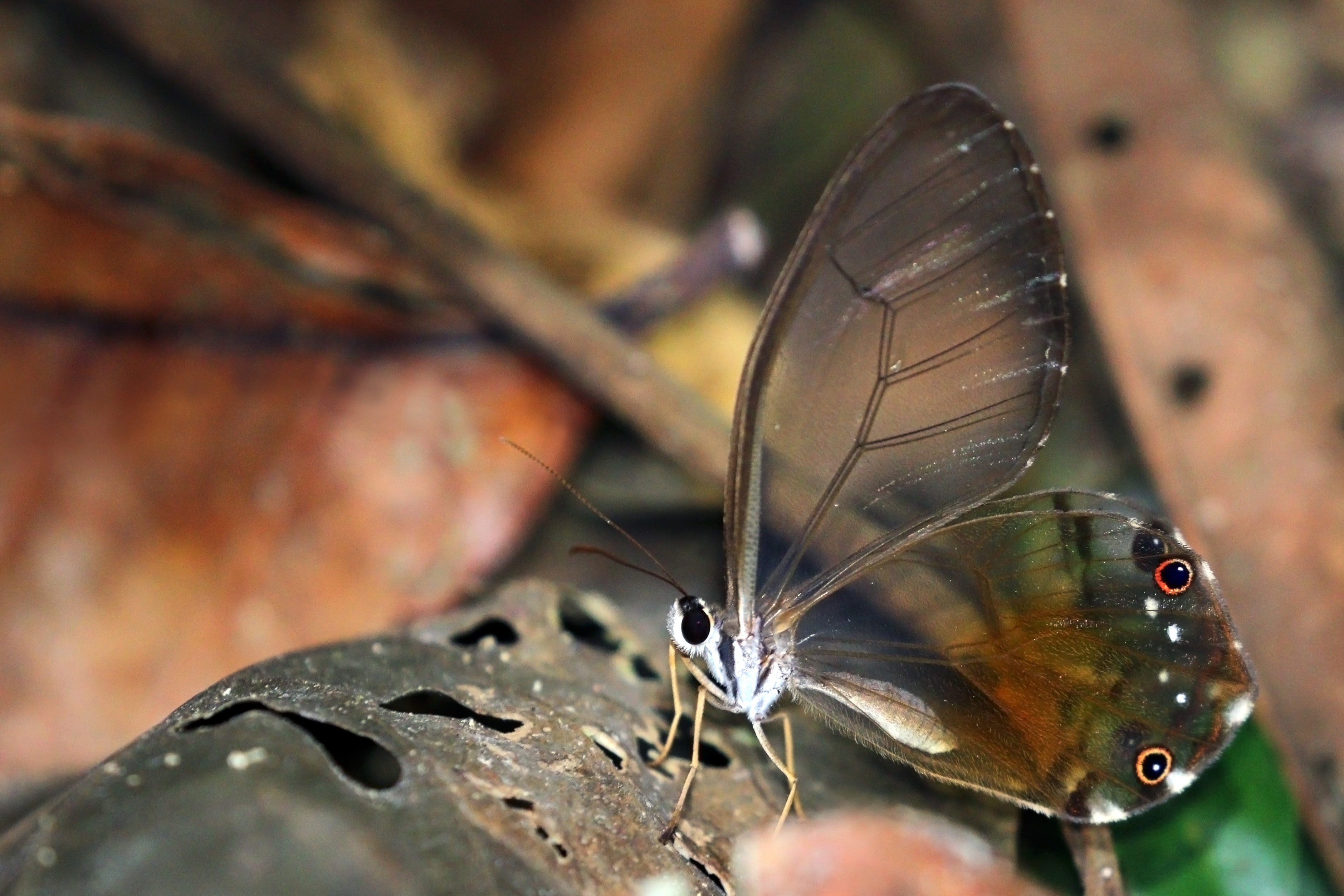
キモンスカシジャノメ 亜種 negra
, ブラジル

透明な翅をもつことによって有名であるにもかかわらず、本族の生態にかんする知見は不足している。
成虫は熱帯雨林の下層で見られ、地表から数センチメートル程度のごく低い場所を活発かつなめらかに滑空するが、ヘリグロスカシジャノメ属のみ他の4属と飛行パターンが異なり、主として羽ばたきによって飛行するという。主として滑空によって飛翔する4属は細長い前翅を有しており、これは地面効果を利用するための適応である可能性が示されている。成虫は腐った果実などを餌とし、地面に近いところを飛ぶため、果実を用いたトラップを林床に設置することで採集することができる。
幼虫期の食草は近年まで知られていなかったが、現在では5属中4属において食草が報告されている。以下に、推定される属ごとのおもな食草範囲を示す。
| 属和名                   | 属学名        | 食草（科）                 |
| ------------------------ | ------------- | -------------------------- |
| ハカマジャノメ属         | Pierella      | オウムバナ科・クズウコン科 |
| ヘリグロスカシジャノメ属 | Dulcedo       | ヤシ科                     |
| スカシジャノメモドキ属   | Pseudohaetera | 未知                       |
| ベニモンスカシジャノメ属 | Haetera       | サトイモ科                 |
| ベニスカシジャノメ属     | Cithaerias    | サトイモ科                 |

## ギャラリー

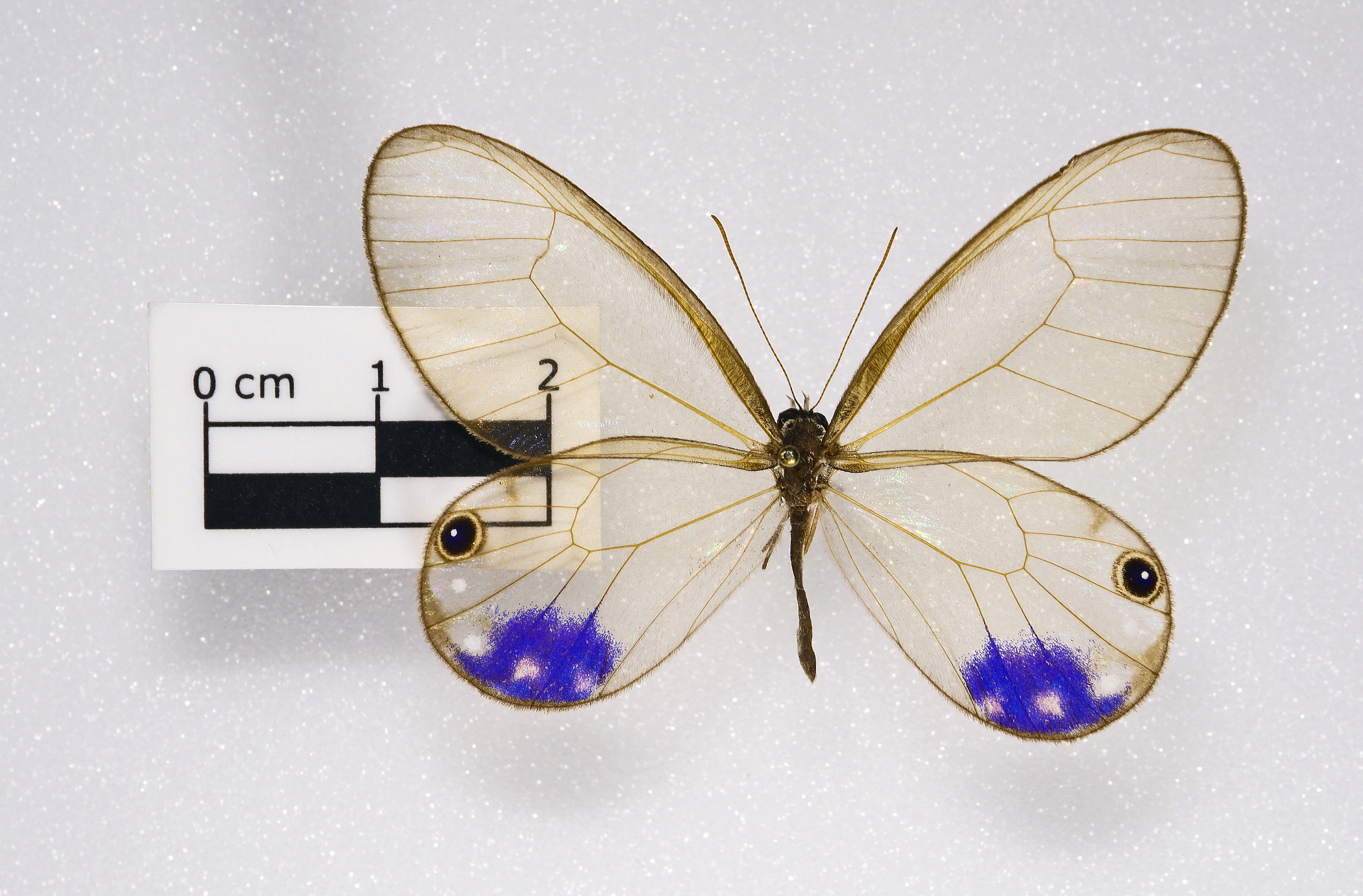
ルリモンスカシジャノメ[20]亜種 esmeralda C. andromeda esmeralda[注釈 2]♂, ブラジル
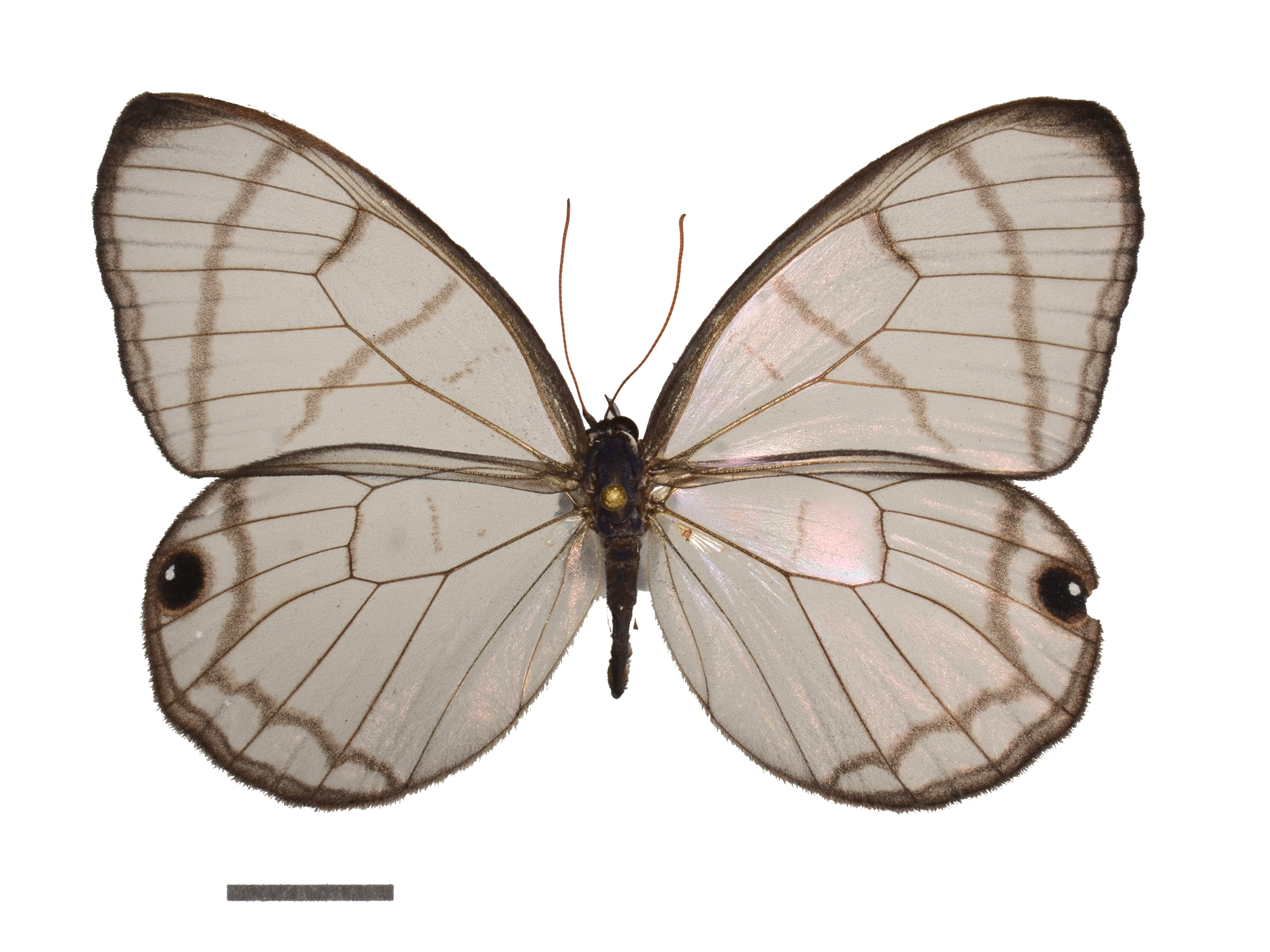
ヘリグロスカシジャノメ D. polita, コスタリカ
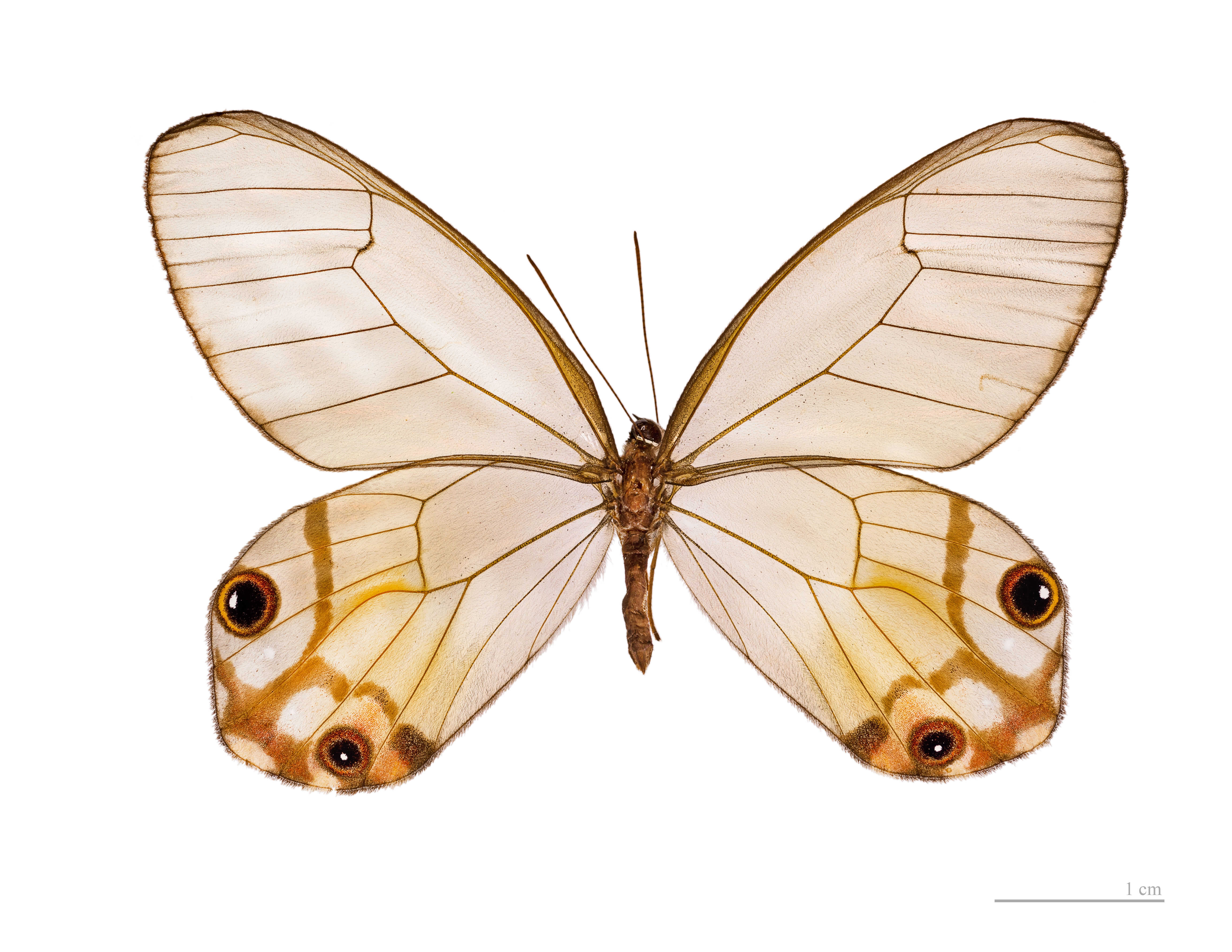
キモンスカシジャノメ H. piera, 仏領ギアナ, MHNT蔵
フトオハカマジャノメ 名義タイプ亜種 Pi. hyalinus hyalinus  ♂, 仏領ギアナ, MHNT蔵
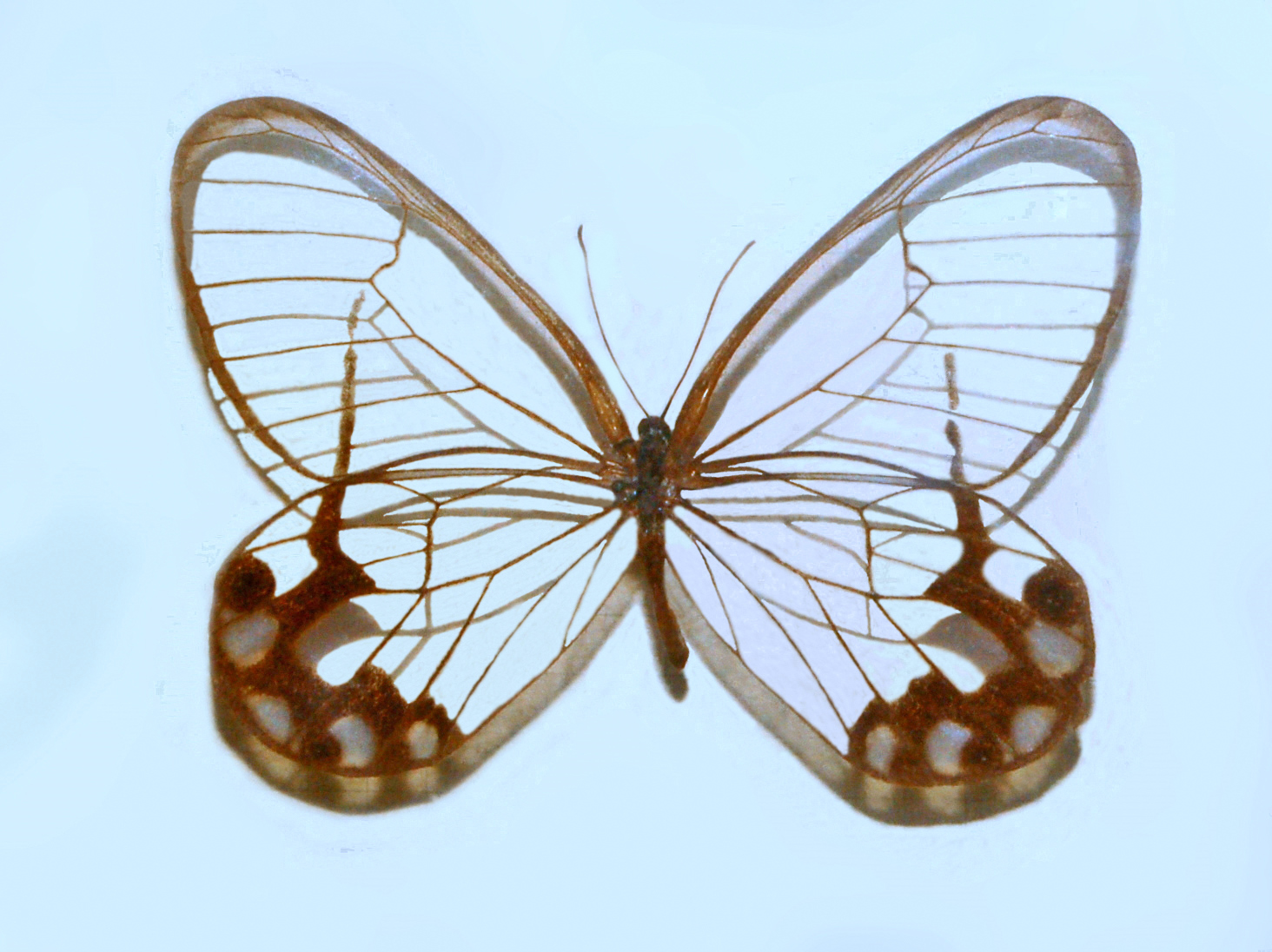
スカシジャノメモドキ Ps. hypaesia, コロンビア